# Huberte Gautreau
Pour les articles homonymes, voir Gautreau.
Huberte Gautreau, né le 2 avril 1934 et morte le 27 mars 2025, est une militante féministe, éducatrice et pionnière des droits des femmes acadiennes et canadiennes.
Elle est reconnue pour son rôle central dans la défense des droits des femmes francophones, rurales et acadiennes du Nouveau-Brunswick, ainsi que pour son engagement en faveur de la justice sociale, de l'équité salariale et de l'égalité des genres. Figure majeure du mouvement féministe acadien, elle influence durablement les politiques publiques et le développement de nombreux organismes communautaires de la province.

## Biographie

### Jeunesse et formation
Originaire du Nouveau-Brunswick, Huberte Gautreau grandit dans une société acadienne marquée par des inégalités, notamment envers les femmes et les francophones. Cette réalité l'incite à poursuivre une carrière en soins infirmiers, profession qui lui permettra d'œuvrer directement auprès des populations vulnérables.

### Carrière en soins infirmiers et engagement communautaire
En tant qu'infirmière, Huberte Gautreau travaille dans divers contextes, tant au Canada qu'à l'international. Elle s'implique activement dans des projets de coopération internationale avec Cuso International, une organisation non gouvernementale canadienne dédiée au développement international. Ses missions la conduisent notamment au Togo, où elle participe à la construction de pompes à eau, et au Pérou, où elle collabore à un projet de prévention du cancer de l'utérus. Ces expériences renforcent sa conviction de la nécessité d'agir sur les causes profondes des inégalités et de promouvoir la justice sociale.

### Engagement féministe et lutte pour l'équité salariale
De retour au Nouveau-Brunswick, Huberte Gautreau s'engage activement dans le mouvement féministe acadien. Elle cofonde le Carrefour pour femmes en 1981, une maison de transition offrant un refuge et des services aux femmes victimes de violence familiale et d'agressions sexuelles dans le sud-est de la province.
En 2000, elle joue un rôle clé dans la participation des femmes néo-brunswickoises à la Marche mondiale des femmes, un mouvement international visant à dénoncer la pauvreté et la violence faite aux femmes. Elle copréside le comité provincial qui mobilise plus de 150 femmes pour se rendre aux Nations Unies à New York, revendiquant notamment l'adoption d'une loi proactive sur l'équité salariale.
Huberte Gautreau assure également la présidence de la Coalition pour l'équité salariale du Nouveau-Brunswick à deux reprises, de 2001 à 2003 et de 2008 à 2009. Sous sa direction, la coalition milite pour la reconnaissance du droit à un salaire égal pour un travail de valeur égale, contribuant à l'adoption de la Loi de 2009 sur l'équité salariale dans la fonction publique provinciale.

### Fondation Marichette
En 2015, Huberte Gautreau fonde la Fondation Marichette, dans le but explicite de soutenir l'autonomie et l'émancipation des femmes vivant des situations de précarité dans le sud-est du Nouveau-Brunswick. Inspirée par Marichette, figure bien connue du folklore acadien symbolisant la débrouillardise, la ruse et la résilience des femmes, Gautreau donne à la fondation une mission à la fois concrète et profondément symbolique : permettre aux femmes de reprendre le pouvoir sur leur vie par l'éducation.
La Fondation Marichette a pour objectif d'offrir des bourses d'études à des femmes faisant face à des obstacles majeurs tels que la pauvreté, la monoparentalité, la violence, l'isolement ou des problèmes de santé. Ces bourses visent à encourager l’accès et la persévérance aux études postsecondaires — collégiales, universitaires ou professionnelles — pour les femmes de la région.
Dès sa création, la fondation se positionne comme un outil essentiel pour combler un vide dans le tissu social acadien : soutenir financièrement des femmes pour qui l'éducation représente une voie d'autonomie, mais dont les ressources limitées rendent souvent ce parcours inaccessible. La fondation appuie également, de manière indirecte, l’amélioration des conditions de vie des familles et communautés où ces femmes sont actrices.

En 2016, Huberte Gautreau rappelait l’esprit de la fondation :
« Les femmes sont encore nombreuses à vivre de grandes difficultés financières. Celles qui vivent seules avec leurs enfants doivent parfois renoncer à des études. Notre fondation veut les aider à passer à travers ces obstacles. »
Depuis sa création, la fondation bénéficie du soutien de plusieurs partenaires communautaires, religieux et institutionnels, dont les Filles Marie-de-l’Assomption, Assomption-Vie, les Religieuses Notre-Dame-du-Sacré-Cœur, UNI Coopération Financière, Margaret McCain, Frank et Julie McKenna, ainsi que divers groupes et individus du milieu féministe acadien.
Au fil des années, la Fondation Marichette est ainsi devenue un prolongement naturel du militantisme de Huberte Gautreau, traduisant en gestes concrets sa vision d’une Acadie plus juste, solidaire et égalitaire.

### Contributions littéraires
En plus de son militantisme, Huberte Gautreau est l'auteure de l'ouvrage Vers l'équité salariale, publié aux Éditions Perce-Neige. Ce livre témoigne de son engagement et de sa réflexion sur les défis liés à l'équité salariale.

## Distinctions et reconnaissance
Tout au long de sa vie, Huberte Gautreau reçoit de nombreuses distinctions honorant son engagement exceptionnel :
- Prix des droits de la personne du Nouveau-Brunswick (1995) : décerné pour sa contribution significative à la promotion des droits humains dans la province[19].
- Prix du Gouverneur général en commémoration de l'affaire "personne" (2004) : reconnaissance nationale pour son rôle dans l'avancement de l'égalité des femmes au Canada[20].
- Médaille de la paix du YMCA : attribuée pour son travail en faveur de la justice sociale et de la paix.
- Ordre de Moncton (2016) : plus haute distinction municipale reconnaissant son apport majeur à la communauté monctonoise[21].
- Prix A.-M.-Sormany (2022) : décerné par la Société de l'Acadie du Nouveau-Brunswick pour souligner son dévouement et sa contribution inestimable au développement de l'Acadie[22].

## Héritage
La disparition de Huberte Gautreau le 27 mars 2025 suscite de nombreux hommages de la part de la communauté acadienne, des mouvements féministes et des organismes communautaires. Son héritage perdure à travers les institutions qu'elle a contribué à fonder et les avancées sociales qu'elle a initiées. Son engagement continue d'inspirer les générations futures dans la lutte pour l'égalité, la justice sociale et la reconnaissance des droits des femmes.